# Stefan Bärlin
Stefan Arne Bärlin, född 31 maj 1976 i Katrineholm, är en svensk före detta fotbollsspelare. 
Stefan Bärlin har spelat allsvenskt för tre klubbar: Västerås SK, IFK Göteborg och Djurgårdens IF. Efter en tid i Norge, där han spelade för norska Tippeligalagen IK Start och Odd Grenland, återvände Bärlin till Västerås SK. Han spelade som anfallare eller mittfältare. Inför säsongen 2010 tillträdde Bärlin som assisterande tränare i Västerås SK.

## Meriter
- SM-guld: 2002 Djurgårdens IF
- Svenska Cupen: 2002 Djurgårdens IF
- Superettans skyttekung (23 mål) och poängkung (31 poäng) 2004

## Seriematcher och mål
- 2000–2000: 27 / 9 (källa)
- 2001–2001: 21 / 6
- 2002–2002: 16 / 0
- 2003–2003: 29 / 13
- 2004–2004: 29 / 23
- 2005–2005: 24 / 7
- 2006–2006: 19 / 2
- 2007–2007: 23 / 8